# Текирдаг
Текирда́г (тур. Tekirdağ [teˈciɾdaː], греч. Ραιδεστός, болг. Родосто) — город в центральном районе Сулейманпаша турецкой провинции Текирдаг, в котором расположены все органы государственного и муниципального управления провинции и района. Расположен на северном берегу Мраморного моря в европейской части Турции (Восточная Фракия), в 135 км к западу от Стамбула.
Текирдаг имеет ряд исторических названий: Родосто (греч. Ρωδόστο) или Рэдестос (Ραιδεστός); в византийскую эпоху город носил название Бисанта (Βισάνθη); в османские времена носил название Текфурдагы (тур. Tekfurdağı); после установления республики слово tekfur было убрано из языка как заимствование (арм. թագաւոր, t’agawor – «король»), и название города поменяли на Tekirdağ.
Город Текирдаг не является административной единицей и состоит из нескольких махалля центрального ильче Сулейманпаша, прежде всего махалля 100-летия Республики (тур. 100. Yıl), Айдогду (тур. Aydoğdu), Ататюрк (тур. Atatürk), Дегирменалты (тур. Değirmenaltı), Джумхуриет (тур. Cumhuriyet), Зафер (тур. Zafer), Карадениз (тур. Karadeniz), Намык Кемаль (тур. Namık Kemal), Ортаджами (тур. Ortacami), Хюрриет (тур. Hürriyet), Чинарлы (тур. Çınarlı), Чифтликёню (тур. Çiftlikönü), Эртугрул (тур. Ertuğrul) и Явуз (тур. Yavuz).

## История
Вдоль всего побережья Мраморного моря обнаруживаются следы поселений эпохи ранней бронзы. Значительная миграция на территорию Фракии происходит в конце бронзового — начале железного века. В результате миграции «народов моря» в XII веке до н. э. сюда пришли фригийцы. В VII веке до н. э. на побережье Мраморного моря появляются первые древнегреческие колонии. Согласно греческим историкам, колонии в современном Текирдаге основали жители острова Самос. 
Археологические раскопки на территории Текирдага обнаруживают два древнегреческих города: Панион (др.-греч. Πάνιον), или Паниас (др.-греч. Πανιάς), ставший в Византии Феодосиополем (др.-греч. Θεοδοσιούπολις), позднее Панидосом (греч. Πάνιδος) и Баныдозом (тур. Banıdoz), на территории современного махалля Барбарос на западной окраине города и Герей (Герейон-Тейхос, др.-греч. Ἡραῖον Τεῖχος «Герей укреплённый») на территории махалля Караэвли на восточной окраине города.
В рамках своей скифской кампании персидский царь Дарий в 514—513 годах до н. э. завоёвывает Фракию, освобождённую от персов Первым афинским морским союзом в 478—477 годах до н. э. Геродот упоминает Бисанту (др.-греч. Βισάνθη) в связи с событиями 430 года до н. э.. После уходов персов из Фракии местные племена образовали союзное Одрисское царство. В «Анабасисе» Ксенофонта Бисанта упоминается как центр фракийского царства Севта II в Одрисской державе. В 342 году до н. э. отец Александра Македонского Филипп аннексирует Фракию в составе Одрисского царства. После смерти Александра правителем Фракии становится Лисимах. 
До прихода римлян в I веке н. э. Фракия оставалась в составе Македонии, сохраняя некоторую самостоятельность. Император Тиберий направил во Фракию своего губернатора, и в 46 году она становится провинцией Римской империи. Диоклетиан преобразовал римскую провинцию Фракия во Фракийский диоцез префектуры Восток, разделив на четыре провинции. Территория Текирдага при этом оказалась в провинции Европа. После распада Римской империи Фракия вошла в состав Восточной Римской империи.
Фракия подверглась нашествию и разграблению Аттилой в 443 году, Прокопий Кесарийский упоминает восстановление Рэдестоса византийским императором Юстинианом I в VI веке. Диоцез Фракия был расформирован, и на оставшихся у империи территориях около 680 года сформирована фема Фракия, снова разграбленная болгарами под предводительством Крума в 813 году. У стен города произошло важное сражение Болгарии c Византийской империей.
В результате IV крестового похода в 1204 году фема Фракия вошла в состав Латинской империи, и город попал под управление венецианцев, продолжавшееся до 1235 года. Фракия снова подверглась разорению болгарами, половцами и влахами под предводительством болгарского царя Калояна Грекобойцы в 1206 году, и одно из известнейших сражений болгар с крестоносцами произошло именно здесь. После ликвидации Латинской империи в 1261 году Фракия вернулась под власть Византии.
В марте 1354 года старший внук Османа I Сулейман-паша Гази, воспользовавшись сильным землетрясением во Фракии, захватил большую византийскую крепость Галлиполи, которая охраняла самую узкую часть пролива Дарданеллы. Укрепившись там, Сулейман-паша и его соратники начали завоевание окрестных фракийских городов. В 1356 году османскими стали Шаркёй и Малкара, в 1357 году младший брат Сулеймана-паши, будущий султан Мурад завоёвывает Текирдаг и Чорлу. В 1361 году Мурад окончательно присоединяет Фракию и переносит столицу османов в Адрианополь (Эдирне). На территорию Фракии начали переселяться жители Анатолии.
В 1362 году на захваченных османами европейских землях организуется Румелийское бейлербейство (позднее эялет). После завоевания Константинополя в 1453 году в Румелийском бейлербействе создаётся санджак Визе. В ходе дальнейших административных реформ санджак переподчинялся эялету Силистра (с XVII века), затем Эдирне (с 1846 года). В 1849 году центр санджака переместился в Текфурдагы.
В 1718 году в городе поселились венгерские куруцы во главе со своим предводителем Ференцем II Ракоци. Жизнь венгерской колонии на берегу Мраморного моря ярко описана в «Письмах из Турции» К. Микеша (1690—1761).
В XIX веке город был дважды оккупирован русскими войсками во время русско-турецких войн 1828—1829 и 1877—1878 годов.
В ноябре 1912 года Текирдаг был оккупирован болгарскими войсками. В июле 1913 года город был возвращён. В 1912 году в городе и районе проживало: греков 26 020 человек, турок 20 775 чел., армян 13 000 чел., евреев 2 500 чел.
С июля 1920 года город находился под контролем греческой армии и согласно Севрскому миру включён в состав Греции (см. Восточная Фракия). После подписания Муданийского перемирия освобождён 13 ноября 1922 года.
По условиям греко-турецкого обмена населением все греки покинули город, основав поселение Неа Рэдестос (греч. Νέα Ραιδεστός «Новый Рэдестос») неподалёку от Салоник. 

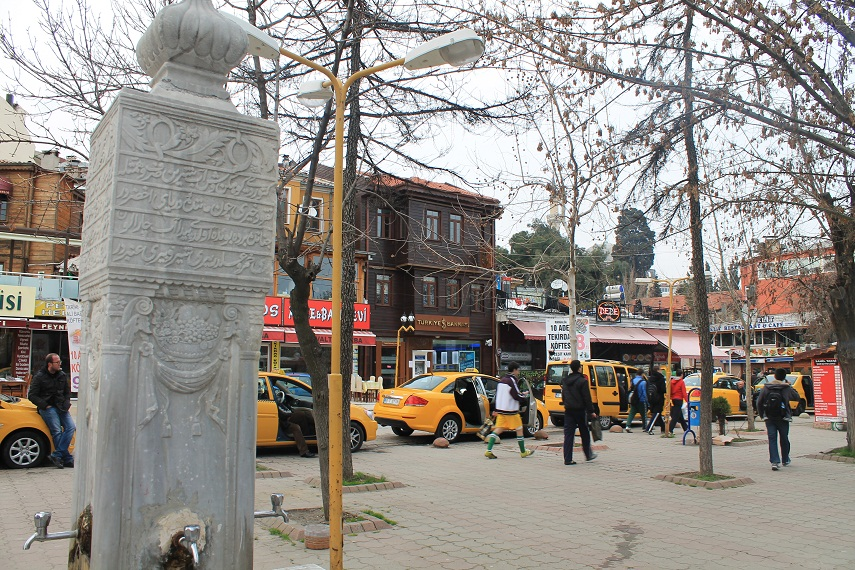
Османский фонтан на площади и улица Ялы
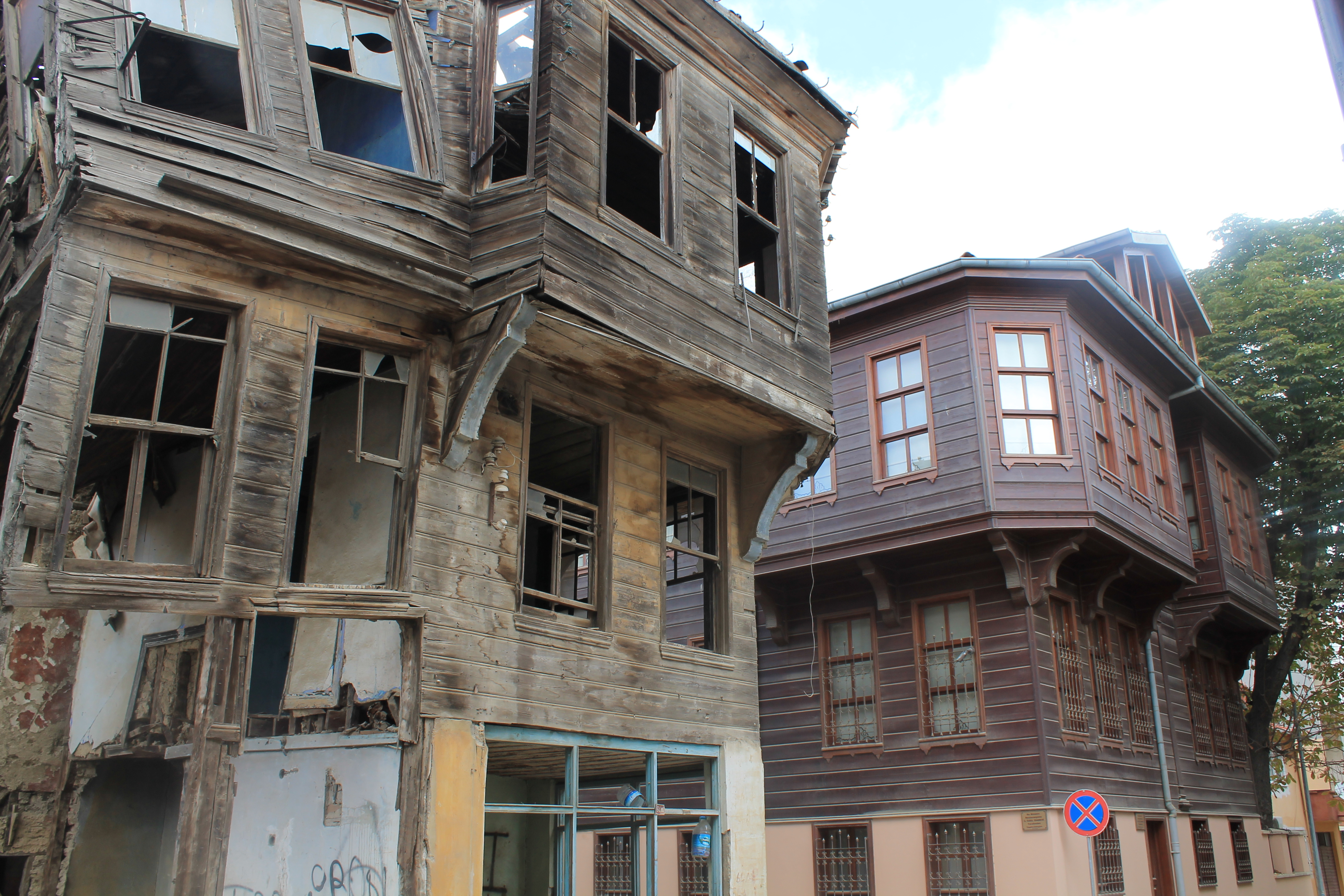
Деревянные дома османской эпохи
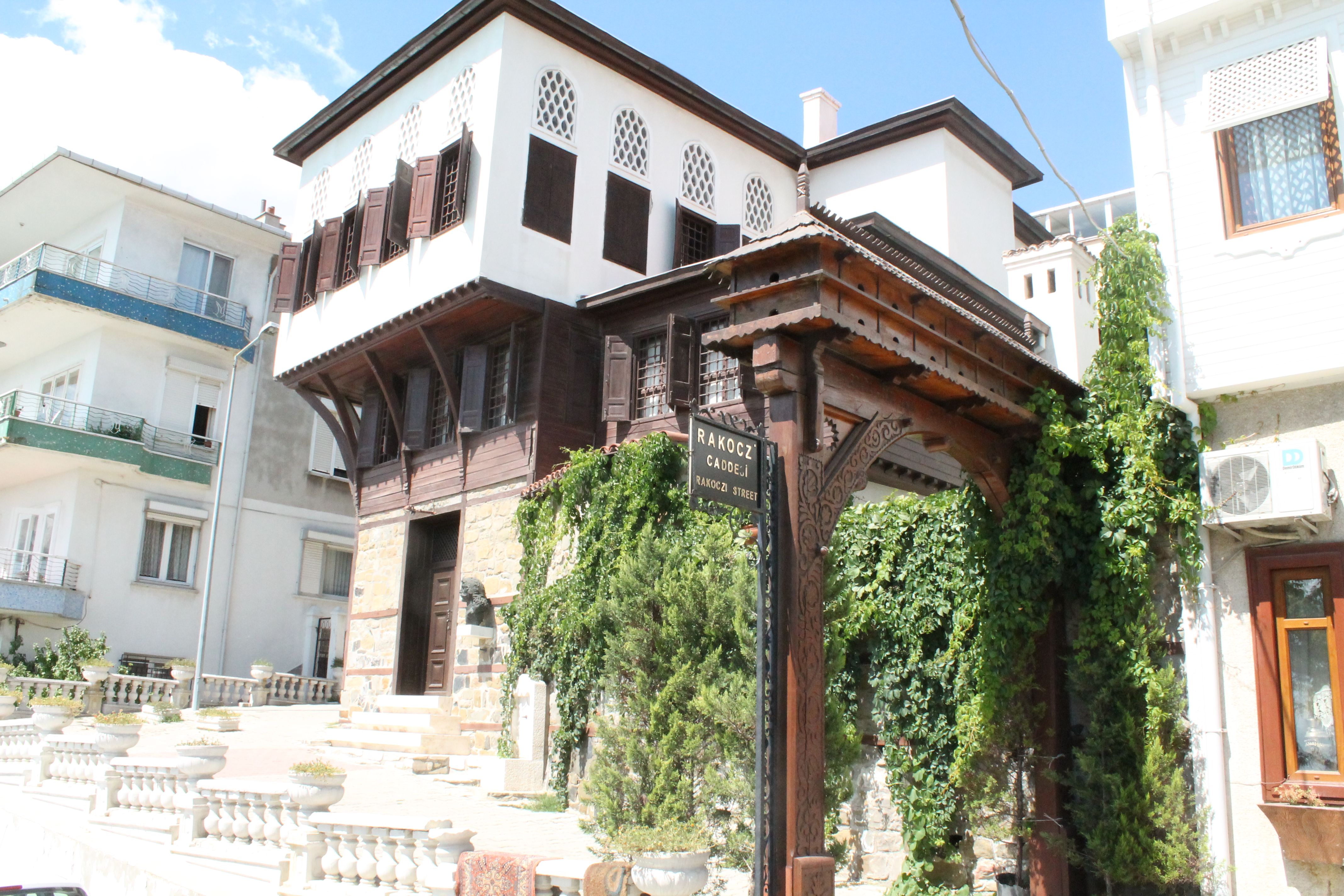
Дом-музей Ференца Ракоци